# Orxeta
Orxeta, en valencien et officiellement, (Orcheta en castillan), est une commune d'Espagne de la province d'Alicante dans la Communauté valencienne. Elle est située dans la comarque de la Marina Baixa et dans la zone à prédominance linguistique valencienne.

## Géographie

Localisation d'Orxeta
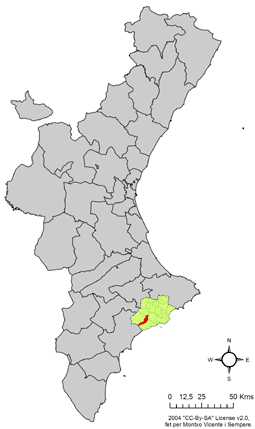
dans la Communauté valencienne.
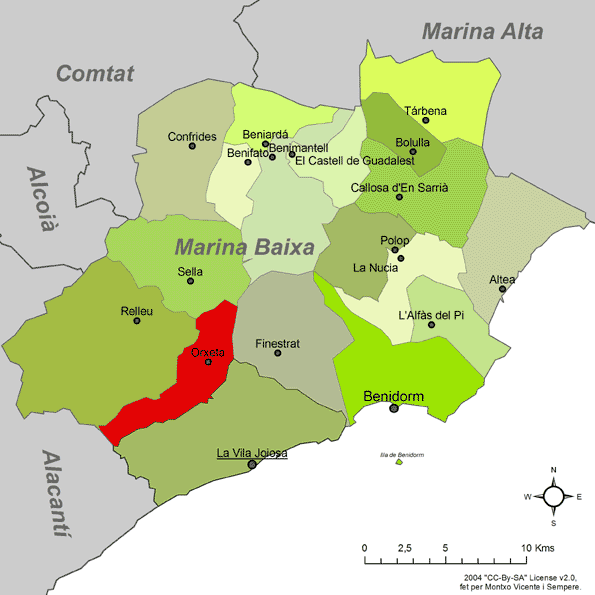
dans la comarque de la Marina Baixa.

### Sources
- (es) Varaciones de los municipios de España desde 1842, Ministerio de administraciones públicas, octobre 2008, 364 p. (lire en ligne) [PDF]